# Guillaume-Louis de Wurtemberg
Guillaume Louis de Wurtemberg, né à Stuttgart le 7 janvier 1647 et mort à Hirsau le 23 juin 1677 est duc de Wurtemberg de 1674 à sa mort.
Fils d'Eberhard VII de Wurtemberg et de Anne-Catherine de Salm-Kyrbourg, il épouse en 1673 Madeleine-Sibylle de Hesse-Darmstadt (1652-1712). Quatre enfants sont nés de cette union :
- Éléonore de Wurtemberg (1674-1683).
- Eberhardine de Wurtemberg (1675-1707).
- Eberhard-Louis de Wurtemberg, (1676-1733), duc de Wurtemberg sous le nom d'Eberhard X.
- Madeleine-Wilhelmine de Wurtemberg (1677-1742), en 1697 elle épousa le margrave Charles-Guillaume de Bade-Durlach (Charles III Guillaume de Bade-Durlach).